# Prothemenops siamensis
Prothemenops siamensis là một loài nhện trong họ Idiopidae.
Loài này thuộc chi Prothemenops. Prothemenops siamensis được Schwendinger miêu tả năm 1991.